# Marmara pomonella
Marmara pomonella är en fjärilsart som beskrevs av August Busck 1915. Marmara pomonella ingår i släktet Marmara och familjen styltmalar. Inga underarter finns listade i Catalogue of Life.